# Max Christiansen (Fußballspieler)
Max Christiansen (* 25. September 1996 in Flensburg) ist ein deutscher Fußballspieler auf der Position des defensiven Mittelfeldspielers.

## Karriere

### Jugend
Christiansen erlernte das Fußballspielen beim SV Adelby und bei Flensburg 08, ehe er 2010 als C-Jugendlicher in die Landeshauptstadt zu Holstein Kiel wechselte. Ein Jahr später verließ der Landesauswahlspieler den Verein wieder und bezog das Internat des F.C. Hansa Rostock. Dort war der Defensivspieler zunächst in der B-Jugend-Regionalliga aktiv und scheiterte mit der Mannschaft erst in der Relegation um den Aufstieg in die B-Junioren-Bundesliga am VfL Oldenburg. In der folgenden Saison, in der unter Trainer Stefan Böger auch zu vier Einsätzen in der deutschen U-17-Nationalmannschaft kam, rückte Christiansen mit 15 Jahren vorzeitig von der B- in die A-Jugend auf und absolvierte in der A-Junioren-Bundesliga 2012/13 23 Spiele, in denen er sechs Tore schoss. Nach einem zweiten Platz in der Staffel Nord/Nordost erreichte er mit dem Team schließlich in den Meisterschaftsendrundenspielen gegen den FC Bayern München und den VfL Wolfsburg die deutsche Vizemeisterschaft.

### Profifußball
Anschließend wollte der Trainer des Drittligisten, Andreas Bergmann, den 17-Jährigen in die Männermannschaft aufrücken lassen. Dies geschah mit Rücksicht auf sein Alter jedoch erst ein halbes Jahr später, als Christiansen mit der Mannschaft ins Wintertrainingslager nach Spanien fuhr. Sein Debüt gab er schließlich am 32. Spieltag der Saison 2013/14, als er im Heimspiel gegen die Stuttgarter Kickers in der Startformation aufgeboten wurde. Sein erstes Tor erzielte er fünf Spieltage später beim 1:1-Auswärtsremis beim FC Rot-Weiß Erfurt.
Im Januar 2015 wechselte Christiansen in die 2. Bundesliga zum FC Ingolstadt 04. Dort unterschrieb er einen Vertrag bis zum 30. Juni 2018. Mit Ingolstadt gelang ihm am Ende der Saison 2014/15 als Zweitligameister der Aufstieg in die Bundesliga. Nachdem er mit dem Verein dort in der anschließenden Saison 2015/16 noch den Klassenerhalt erreichen konnte, stieg die Mannschaft 2017 wieder in die zweite Liga ab. Nach der Saison 2017/18 verließ Christiansen den Verein mit dem Auslaufen seines Vertrags.
Er schloss sich anschließend dem Zweitligisten Arminia Bielefeld an. Bei den Ostwestfalen unterzeichnete Christiansen einen Vertrag bis 2020.
Im Juli 2019 löste Christiansen seinen Vertrag auf und wechselte in die 3. Liga. Beim SV Waldhof Mannheim unterschrieb er einen Vertrag bis 30. Juni 2021.
Zur Saison 2021/2022 wechselte Christiansen zur SpVgg Greuther Fürth, die am letzten Spieltag der gerade abgelaufenen Saison den direkten Aufstieg in die 1. Bundesliga erringen konnte. In der folgenden Saison kam er dort zu 27 Bundesliga-Einsätzen, stieg mit der Mannschaft am Saisonende jedoch in die zweite Liga ab.
Im Sommer 2023 wechselte er innerhalb der Liga zu Hannover 96. Zwei Jahre später verließ er den Verein wieder und wechselte zum TSV 1860 München.

### In der Nationalmannschaft
Am 15. Juli 2016 wurde er in den Kader für das olympische Fußballturnier in Rio de Janeiro berufen. Er debütierte bei dem 10:0-Sieg gegen Fidschi und gewann mit der Mannschaft die Silbermedaille. Er wurde am 1. November 2016 mit dem Silbernen Lorbeerblatt ausgezeichnet.

## Sonstiges
Sein Vater, Sven Christiansen, war selber Amateurfußballspieler und verbrachte den Großteil seiner Karriere beim ETSV Weiche und TSB Flensburg in der Oberliga Hamburg/Schleswig-Holstein. Heute ist Vater Sven Trainer und arbeitete u. a. für Flensburg 08.

## Erfolge
- Zweitligameister 2015 und Aufstieg in die Bundesliga (mit dem FC Ingolstadt 04)
- Silbermedaille bei den Olympischen Spielen 2016